# Руппертсхофен (Рейн-Лан)
Руппертсхофен (нем. Ruppertshofen) — община в Германии, в земле Рейнланд-Пфальц.
Входит в состав района Рейн-Лан. Подчиняется управлению Настеттен. Население составляет 368 человек (на 31 декабря 2010 года). Занимает площадь 4,78 км².